# Le Meurtrier de la jeunesse
Pour plus de détails, voir Fiche technique et Distribution.
Le Meurtrier de la jeunesse (青春の殺人者, Seishun no satsujinsha), est un film japonais réalisé par Kazuhiko Hasegawa et sorti en 1976.

## Synopsis
Jun Saiki tient en gérance un bar appartenant à son père près de l'aéroport de Narita dont la construction se termine malgré la forte résistance au projet de la part d'opposants. Il travaille aux côtés de Keiko, sa petite amie mais ses parents désapprouvent cette relation. Alors qu'il retourne récupérer sa voiture au garage de son père, une énième dispute éclate au sujet de Keiko. Son père qui a engagé un détective privé lui apprend que Keiko aurait été violée par l'amant de sa mère. La dispute tourne au drame, Jun tue son père d'un coup de couteau puis sa mère revenue de faire les courses. Jun et Keiko font disparaitre les corps en mer depuis une jetée et prennent la fuite.

## Fiche technique
- Titre français : Le Meurtrier de la jeunesse[1]
- Titre original : 青春の殺人者 (Seishun no satsujinsha?)
- Réalisation : Kazuhiko Hasegawa
- Scénario : Tsutomu Tamura (ja) d'après un roman de Kenji Nakagami
- Photographie : Tatsuo Suzuki
- Montage : Sachiko Yamaji
- Musique : Godaigo et Mickie Yoshino
- Direction artistique : Takeo Kimura
- Assistants réalisateurs : Shinji Sōmai, Jirō Sugita et Hironari Yano
- Producteurs : Shōhei Imamura et Kano Ōtsuka
- Producteur exécutif : Shosuke Taga
- Sociétés de production : Art Theatre Guild, Imamura Productions et Soeisha
- Pays d'origine :  Japon
- Langue originale : japonais
- Format : couleurs (Eastmancolor) — 1,85:1 — 35 mm — son mono
- Genre : drame
- Durée : 132 minutes[2]
- Date de sortie :
  - Japon : 23 octobre 1976[2]

## Distribution
- Yutaka Mizutani : Jun Saiki
- Mieko Harada : Keiko
- Etsuko Ichihara : la mère de Jun
- Ryōhei Uchida : le père de Jun
- Kazuko Shirakawa : la mère de Keiko
- Jun Etō : Michio Miyata, l'ami de Jun qui se marie
- Kaori Momoi : Ikuko Ishikawa, sa future femme
- Takeo Chii : Toru Hidaka

## Récompenses et distinctions
- 1976 : Hōchi Film Award de la meilleure nouvelle actrice pour Mieko Harada[3]
- 1977 : prix Kinema Junpō du meilleur film et du meilleur réalisateur pour Kazuhiko Hasegawa, du meilleur acteur pour Yutaka Mizutani, de la meilleure actrice pour Mieko Harada ainsi que du meilleur scénario pour Tsutomu Tamura[4]
- 1977 : Âge d'or[5]
- 1978 : Prix Blue Ribbon de la meilleure nouvelle actrice pour Mieko Harada